# Спектр потужності матерії
Спектр потужності матерії описує контраст густини Всесвіту (різниця між локальною густиною та середньою густиною) як функцію масштабу. Це перетворення Фур'є від кореляційної функції матерії. На великих масштабах гравітація конкурує з космічним розширенням, і структури ростуть відповідно до лінійної теорії. У цьому режимі поле неоднорідності густини є гаусовим, різні Фур'є-моди розвиваються незалежно, а спектр потужності достатній для повного опису поля густини. На малих масштабах гравітаційний колапс стає нелінійним і може бути точно обчислений лише за допомогою чисельних моделювань. Для повного опису поля на малих масштабах необхідна статистика вищого порядку.

## Визначення
Нехай {\displaystyle \delta (\mathbf {x} )} позначає надлишок густину матерії, безрозмірну величину, яка визначається як{\displaystyle \delta (\mathbf {x} )={\frac {\rho (\mathbf {x} )-{\bar {\rho }}}{\bar {\rho }}},}де {\displaystyle {\bar {\rho }}} це середня густина матерії у всьому просторі.
Спектр потужності найчастіше розуміється як перетворення Фур'є від кореляційної функції, {\displaystyle \xi }, математично визначеної як{\displaystyle \xi (r)=\langle \delta (\mathbf {x} )\delta (\mathbf {x} ')\rangle ={\frac {1}{V}}\int d^{3}\mathbf {x} \,\delta (\mathbf {x} )\delta (\mathbf {x} -\mathbf {r} ),}де {\displaystyle \mathbf {r} =\mathbf {x} -\mathbf {x} '}. Звідси легко вивести співвідношення для спектру потужності, {\displaystyle P(\mathbf {k} )}, тобто {\displaystyle \xi (r)=\int {\frac {d^{3}k}{(2\pi )^{3}}}P(k)e^{i\mathbf {k} \cdot (\mathbf {x} -\mathbf {x} ')}.}
Еквівалентно, позначаючи через {\displaystyle {\tilde {\delta }}(\mathbf {k} )} перетворення Фур'є надлишку густини {\displaystyle \delta (\mathbf {x} )}, спектр потужності задається таким середнім у Фур'є-просторі:{\displaystyle \langle {\tilde {\delta }}(\mathbf {k} ){\tilde {\delta }}^{*}(\mathbf {k} ')\rangle =(2\pi )^{3}P(k)\delta ^{3}(\mathbf {k} -\mathbf {k} ')}(зверніть увагу, що {\displaystyle \delta ^{3}} це не надлишок густини, а дельта-функція Дірака в тривимірному просторі).
Оскільки {\displaystyle P(k)} має розмірність довжини в кубі, спектр потужності також іноді дається в термінах безрозмірної функції{\displaystyle \Delta ^{2}(k)={\frac {k^{3}P(k)}{2\pi ^{2}}}.}

## Зміни з гравітаційним розширенням
Якщо кореляційна функція описує ймовірність галактики на відстані {\displaystyle r} від іншої галактики, спектр потужності матерії розкладає цю ймовірність на характерні довжини, {\displaystyle k\approx 2\pi /L}, а його амплітуда описує ступінь, до якої кожна характерна довжина дає внесок у загальну неоднорідність.
Загальну форму спектра потужності матерії найкраще зрозуміти з точки зору аналізу лінійної теорії збурень для зростання структур, яка передбачає для першого порядку, що спектр потужності зростає за формулою{\displaystyle P(\mathbf {k} ,t)=D_{+}^{2}(t)P(\mathbf {k} ,t_{0})=D_{+}^{2}(t)P_{0}(\mathbf {k} )}Тут {\displaystyle D_{+}(t)} — коефіцієнт лінійного зростання густини, тобто в першому порядку {\displaystyle \delta (r,t)=D_{+}(t)\delta _{0}(r)}, і {\displaystyle P_{0}(\mathbf {k} )} зазвичай називають первинним спектром потужності матерії. Визначення первинного {\displaystyle P_{0}(\mathbf {k} )} — це питання, яке стосується фізики інфляції.
Найпростішиою моделлю для {\displaystyle P_{0}(\mathbf {k} )} є спектр Гаррісона–Зельдовича, який задає {\displaystyle P_{0}(\mathbf {k} )} степеневим законом, {\displaystyle P_{0}(\mathbf {k} )=Ak}. Досконаліші первинні спектри включають використання функцій, яка описують перехід від домінування випромінювання у Всесвіті до домінування матерії.
Загальна форма спектра потужності матерії визначається зростанням великомасштабної структури з точкою повороту, де спектр переходить від збільшення з k до зменшення з k. У сучасному Всесвіті це відбувається при {\displaystyle \mathbf {k} \approx 2\times 10^{-2}~h~{\text{Mpc}}^{-1}}, що відповідає {\displaystyle \lambda _{m}=350~h^{-1}~{\text{Mpc}}} (де h безрозмірна стала Габбла). Хвильове число, що відповідає максимальній потужності в спектрі потужності маси, визначається розміром горизонту космічної частинки в момент рівності між речовиною і випромінюванням, тому воно залежить від середньої густини матерії і меншою мірою від числа типів нейтрино ({\displaystyle N\geq 3}), {\displaystyle k_{\text{eq}}=(2\Omega _{M}H_{0}^{2}z_{\text{eq}}/c^{2})=7.3\times 10^{-2}\Omega _{M}h^{2}{\text{Mpc}}^{-1}}, для {\displaystyle T_{\text{cmb}}=2.728~\mathrm {K} } . При менших k (що еквівалентно більшим масштабам), {\displaystyle P_{0}(k)} відповідає масштабам, які були більші за горизонт частинок у момент переходу від режиму домінування випромінювання до режиму домінування матерії.